# Shim Jae-Hong
Shim Jae-Hong, južnokorejski rokometaš, * 28. avgust 1968.
Leta 1988 je na poletnih olimpijskih igrah v Seulu v sestavi južnokorejske rokometne reprezentance osvojil srebrno olimpijsko medaljo. Čez štiri leta je osvojil šesto mesto.